# Майк Мо
Майк Мо (англ. Mike Moh; нар. 19 серпня 1983) — американський актор і майстер бойових мистецтв. Він володіє чорним поясом п'ятого ступеня в американському тхеквондо. Мо відомий ролю Брюса Лі у фільмі « Одного разу в Голлівуді» 2019 року.
Він також зіграв Тритона у телевізійному серіалі "Надлюди " від кіностудії Marvel .
Мо також є засновником школи бойових мистецтв у місті Вонакі, штат Вісконсин.

## Особисте життя
Мо народився в Атланті, штат Джорджія, у сім'ї корейців. Він виріс у Сент-Полі, штат Міннесота, і навчався в Карлсонській школі менеджменту в Університеті Міннесоти, отримавши диплом з бізнес-маркетингу. Він одружений з Рішель Мо, у них разом є двоє синів та дочка.

## Фільмографія

### Фільми
|      | Назва                       | Роль                  | Примітки        |
| ---- | --------------------------- | --------------------- | --------------- |
| 2006 | Роб-Бі-Гуд                  |                       |                 |
| 2009 | Cut the Fat                 | Тео                   | короткометражка |
| 2009 | Underground Street Flippers |                       | короткометражка |
| 2009 | Грінсайд                    | Лачлан Сімс           | короткометражка |
| 2011 | Де дорога зустрічає сонце   | нове кохання Місакі   |                 |
| 2014 | Шкільний танець             | Трам                  |                 |
| 2016 | Людина від смерті           | наркобарон Цін Хейлун |                 |
| 2019 | Одного разу в… Голлівуді    | Брюс Лі               |                 |
| 2019 | Кілерман                    | Баракута              |                 |
| 2021 | Бугі                        | Мелвін                |                 |
| 2022 | Клинок 47 ронінів           |                       |                 |

### Телебачення
|           | Назва                         | Роль                                                          | Примітки                   |
| --------- | ----------------------------- | ------------------------------------------------------------- | -------------------------- |
| 2009      | Вершник Камен: Лицар дракона  | Сокира вершника Камен / Денні Чо / Мисливець                  | 17 серій                   |
| 2011      | Доктор Хаус                   | Офіціант                                                      |                            |
| 2011      | Де дорога зустрічає сонце     | Каскадер                                                      |                            |
| 2011      | Дві дівчини без копійчини     | Корейський хіпстер N1                                         |                            |
| 2012      | Джонні                        | Майк                                                          | 4 серії                    |
| 2012–13   | Надвоїни                      | Флінт Генчман / Ішина Ніндзя / Реймонд / Розбійник, що біжить | 4 серії                    |
| 2014      | Касл                          | Лі Тонг                                                       | 1 серія                    |
| 2014      | Вуличний боєць: Кулак вбивці  | Рю                                                            | Головна роль, усі 12 серій |
| 2014      | Реальна кров                  | Якудза N1                                                     | 1 серія; в титрах          |
| 2015–2017 | Імперія                       | Стів Чо                                                       | 9 серій                    |
| 2016      | Вуличний боєць: Воскресіння   | Рю                                                            | Головна роль, усі 4 серії  |
| 2017      | Надлюди                       | Тритон                                                        | 3 серії                    |
| TBA       | Вуличний боєць: Світовий воїн | Рю                                                            | У виробництві              |